# Diangelus
Diangelus is een geslacht van Phasmatodea uit de familie Diapheromeridae. De wetenschappelijke naam van dit geslacht is voor het eerst geldig gepubliceerd in 1907 door Karl Brunner-von Wattenwyl.

## Soorten
Het geslacht Diangelus is monotypisch en omvat slechts de volgende soort:
- Diangelus helleri Brunner von Wattenwyl, 1907